# Diocesi di Cong

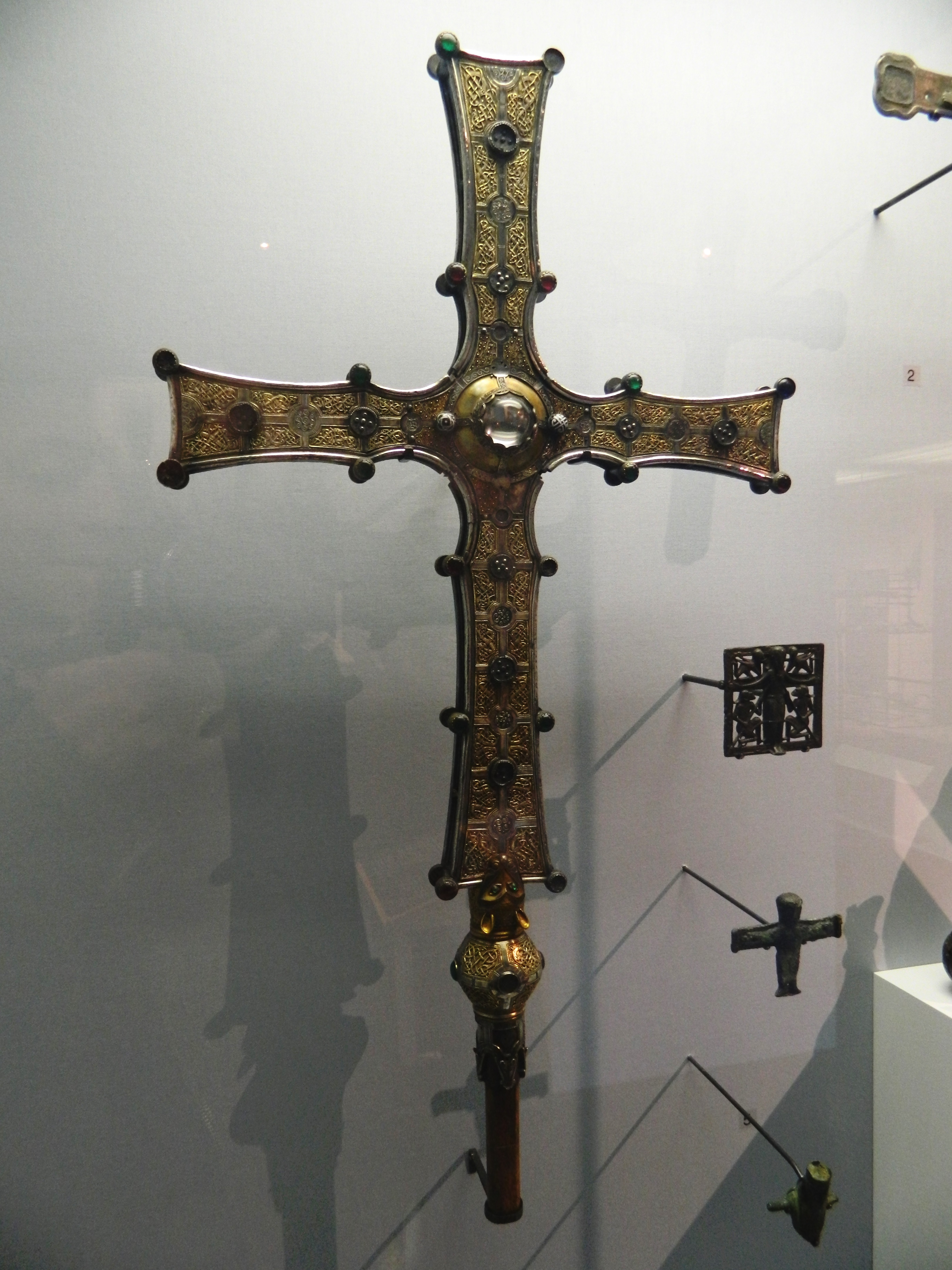
La «Croce di Cong» (Cross of Cong) del XII secolo, Museo Nazionale di Dublino.

La diocesi di Cong (in latino Dioecesis Congensis) è una sede soppressa e sede titolare della Chiesa cattolica. Per la sede titolare, immutato il latino, si usa la grafia Cunga Féichin.

## Territorio
Sede vescovile era la città di Cong, nell'odierna contea di Mayo.
Il territorio era suddiviso in 19 parrocchie.

## Storia
L'abbazia di Cong fu fondata nel VII secolo da Donald, nipote del re Amirach. Ne fu primo abate san Feichin. Come tutte le antiche sedi irlandesi, anche Cong era una diocesi monastica, dove l'abate del monastero, non necessariamente ordinato vescovo, aveva la giurisdizione su Cong e sul territorio vicino. Tuttavia non si conosce il nome di alcun vescovo di Cong.
L'abbazia, fin dai primi decenni della sua fondazione, ottenne il favore dei re del Connacht, che la dotarono di ricchi possedimenti, terre, villaggi e molti altri beni. Dopo il periodo di decadenza dovuta alle invasioni dei vichinghi scandinavi, dal X/XI secolo Cong visse il suo momento di maggiore splendore: fu dotata di una ricca biblioteca, di una scuola monastica, e divenne spesso residenza dei re.
In occasione della riforma della Chiesa irlandese, il sinodo di Rathbreasail del 1111 confermò la diocesi di Cong, ne definì il territorio e la rese suffraganea dell'arcidiocesi di Armagh. Tuttavia nel successivo sinodo irlandese, quello di Kells del 1152, Cong non appare più tra le 38 diocesi irlandesi riconosciute ufficialmente. Probabilmente l'attacco all'abbazia operato dal re del Munster nel 1134 e il saccheggio del 1137 avevano devastato il territorio portando morte e distruzione, cosa che indusse alla soppressione della diocesi e all'annessione del suo territorio a quello dell'arcidiocesi di Tuam.
L'abbazia originaria sopravvisse fino alla sua soppressione nel 1539 voluta dal re Enrico VIII. Oggi ne restano solo i maestosi ruderi. I parroci di Cong si fregiarono del titolo di abati fino al 1829. I tesori dell'antica abbazia sono conservati oggi nei musei nazionali irlandesi; tra questi si menziona in particolare la «Croce di Cong» (Cross of Cong) del XII secolo.
Dal 1969 Cong è annoverata tra le sedi vescovili titolari della Chiesa cattolica con il nome di Cunga Féichin; la sede è vacante dal 19 aprile 2025.

## Cronotassi

### Vescovi
- San Feichin † (ca. 640 - 664 deceduto)

### Vescovi titolari
- Joseph S. Thumma † (2 gennaio 1970 - 23 gennaio 1971 succeduto vescovo di Vijayawada)
- David Cremin † (25 ottobre 1973 - 19 aprile 2025 deceduto)